# Premier League 2025/2026
Premier League 2025/2026 bude 34. sezónou Premier League a 127. sezónou nejvyšší anglické fotbalové soutěže klubů. Sezóna se bude skládat z 38 kol, z toho 33 se bude hrát o víkendu a 5 uprostřed týdne. Hrát ji bude 20 týmů systémem dvakrát každý s každým.
Obhájce titulu ze sezóny 2024/2025 bude Liverpool. Z EFL Championship postoupily Leeds United, Burnley a Sunderland. Jde o první sezónu od sezóny 2015/2016, kdy se bude konat Tyne-Wear derby mezi Newcastle United a Sunderlandem. 
Puma nahradí Nike jako oficiálního dodavatele zápasových míčů.

## Týmy
| Tým                     | Město                | Stadion                     | Kapacita |
| ----------------------- | -------------------- | --------------------------- | -------- |
| Arsenal                 | Londýn (Holloway)    | Emirates Stadium            | 60 704   |
| Aston Villa             | Birmingham           | Villa Park                  | 42 918   |
| Bournemouth             | Bournemouth          | Dean Court                  | 11 307   |
| Brentford               | Londýn (Brentford)   | Brentford Community Stadium | 17 250   |
| Brighton & Hove Albion  | Falmer               | Falmer Stadium              | 31 876   |
| Burnley                 | Burnley              | Turf Moor                   | 21 944   |
| Chelsea                 | Londýn (Fulham)      | Stamford Bridge             | 40 173   |
| Crystal Palace          | Londýn (Selhurst)    | Selhurst Park               | 25 194   |
| Everton                 | Liverpool (Vauxhall) | Everton Stadium             | 52 769   |
| Fulham                  | Londýn (Fulham)      | Craven Cottage              | 29 589   |
| Leeds United            | Leeds                | Elland Road                 | 37 645   |
| Liverpool               | Liverpool (Anfield)  | Anfield                     | 61 276   |
| Manchester City         | Manchester           | Etihad Stadium              | 52 900   |
| Manchester United       | Manchester           | Old Trafford                | 74 197   |
| Newcastle United        | Newcastle upon Tyne  | St James' Park              | 52 258   |
| Nottingham Forest       | West Bridgford       | City Ground                 | 30 404   |
| Sunderland              | Sunderland           | Stadium of Light            | 49 000   |
| Tottenham Hotspur       | Londýn (Tottenham)   | Tottenham Hotspur Stadium   | 62 850   |
| West Ham United         | Londýn (Stratford)   | London Stadium              | 62 500   |
| Wolverhampton Wanderers | Wolverhampton        | Molineux Stadium            | 31 750   |

### Změny trenéra
| Tým               | Předchozí trenér | Důvod změny                  | Datum odchodu   | Pozice v tabulce | Nový trenér   | Datum příchodu  |
| ----------------- | ---------------- | ---------------------------- | --------------- | ---------------- | ------------- | --------------- |
| Tottenham Hotspur | Ange Postecoglou | Vyhozen                      | 6. června 2025  | Před sezónou     | Thomas Frank  | 12. června 2025 |
| Brentford         | Thomas Frank     | Odešel do Tottenhamu Hotspur | 12. června 2025 | Před sezónou     | Keith Andrews | 27. června 2025 |